# Sminthopsis youngsoni
El ratón marsupial de pequeñas patas peludas (Sminthopsis youngsoni) es una especie de marsupial dasiuromorfo de la familia Dasyuridae endémica de Australia.
 Es una especie extendida y bastante común, que vive en muchas áreas desérticas de Australia Occidental, el Territorio del Norte y Queensland.
Se distingue del Sminthopsis hirtipes, al que se parece mucho, por su tamaño más pequeño y por sus patas menos peludas.